# Montreal Gazette
Montreal Gazette è un quotidiano canadese di Montréal.
Fondato nel 1785 come La Gazette / The Gazette e originariamente bilingue, è la più antica pubblicazione del Paese tuttora in stampa ed è uno dei due quotidiani rimasti in Québec a essere edito in sola lingua inglese (l'altro è il Record di Sherbrooke).

## Storia

### Settecento
La Gazette du commerce et littéraire, pour la ville et district de Montréal venne fondata il 3 giugno 1778 da Fleury Mesplet, un immigrato francese giunto a Filadelfia che aveva supportato gli americani quando occuparono Montréal durante la rivoluzione americana.
La Gazette fu il primo giornale in lingua francese del Canada, era stata fondata su incoraggiamento da parte di Benjamin Franklin per persuadere i canadesi a partecipare alla rivoluzione, ed era un settimanale specializzato in materie umanistiche, fra cui letteratura e filosofia, che pubblicava articoli dedicati ad aneddoti, poesie e lettere, e non pubblicizzava nessun prodotto, ad esclusione dei libri di Mesplet. Il giornale fu chiuso nel 1779 quando Mesplet e il suo collaboratore Valentin Jautard furono arrestati per sedizione e tenuti in prigione per tre anni.
Il 25 agosto 1785 Mesplet inaugurò un secondo settimanale che prendeva il doppio nome di The Montreal Gazette/La Gazette de Montréal in quanto era in lingua francese e inglese: un formato che era stato adottato anche dalla Quebec Gazette. La Gazette era collocata presso la casa di Joseph Lemoyne de Longueuil a rue de la Capitale, e pubblicava articoli in lingua francese e inglese che erano posizionati rispettivamente a sinistra e destra di ogni pagina. Essi venivano scritti in lingua francofona e tradotti in inglese da Valentin Jautard, che lavorò alla Gazette fino alla sua morte avvenuta nel 1787. Il giornale era dedicato, oltre alla cronaca locale ed estera, al tema dell'istruzione, così come alla religione e alla letteratura. A partire dal 1788, The Gazette iniziò anche a occuparsi di politica schierandosi dalla parte dei voltairiani e gli anticlericali: i giornalisti della Gazette volevano infatti che il Québec avesse una sua assemblea legislativa e tentarono di importare nella provincia canadese i principi della rivoluzione francese. A differenza di quella originaria, la nuova Gazette presentava delle pubblicità che occupavano la metà di quattro pagine di ogni volume, anticipando così i format dei quotidiani odierni. Il giornale ebbe successo e trasferì la sua sede a Notre-Dame Street nel 1787. Mesplet continuò a occupare il ruolo di leader della testata fino alla sua morte giunta nel 1794. In seguito, il giornale venne gestito per un breve periodo dalla vedova.

### Ottocento

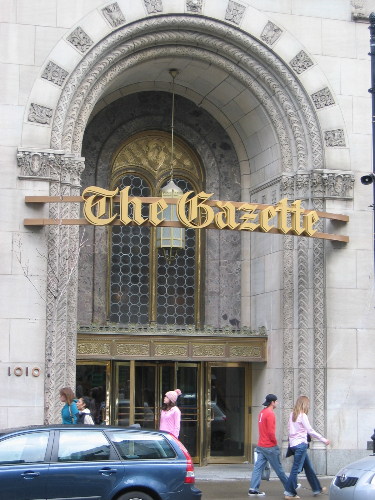
Gli uffici della Montreal Gazette a Saint Catherine Street, a Montréal

La Montreal Gazette venne in seguito contesa fra Louis Roy ed Edward Edwards. Dopo due anni, essa venne assegnata a quest'ultimo, che la gestì fino al 1808, anno in cui i beni di sua proprietà vennero sequestrati. In seguito, la Gazette fu gestita da James Brown e, dopo quattordici anni, nel 1822 fu venduta all'uomo d'affari Thomas Andrew Turner, che nel 1822, rese la testata un giornale in sola lingua inglese. Durante la permanenza di Turner, The Gazette divenne portavoce degli imprenditori anglofoni nella loro lotta a fianco dei Patrioti.
Il 25 aprile 1849, The Gazette pubblicò un'edizione speciale in cui il suo capo redattore, James Moir Ferres, chiamò alle armi i residenti "anglosassoni" in seguito a una sanzione regia su una legge sulla compensazione che toccava il Canada meridionale. Ciò portò diversi manifestanti ad incendiare gli edifici del Parlamento canadese e all'arresto di Ferres, che fu però presto rilasciato su cauzione e liberato senza processo.

### Novecento
Nel 1968 The Gazette venne acquisita dall'agenzia Southam, che possedeva i principali quotidiani canadesi.
Per molti anni, The Gazette fu coinvolta in un'accesa competizione con altre due testate destinate al pubblico anglofono di Montreal, ovvero Montreal Star e Montreal Herald, oggi non più attive.
Nel 1996 i giornali di Southam furono acquistati dalla Hollinger Inc. di Conrad Black. Più tardi, nel mese di agosto del 2000, la Hollinger vendette i giornali della Southam, fra cui The Gazette, alla Canwest, controllata dalla famiglia Asper di Winnipeg. Nel 2010 il gruppo Postmedia acquisì The Gazette e altri giornali della Canwest, che stava attraversando una fase economica difficile.